# Albert Hall
Albert P. Hall (Brighton, 10 de novembro de 1937) é um ator de cinema e televisão estadunidense. Cursou a Universidade de Columbia, onde se formou em 1971.
Fez participações especiais em populares séries de televisão, como Kojak, Ryan's Four, Miami Vice, Star Trek: The Next Generation, New York Undercover, The Practice, That's Life, Ally McBeal, Half & Half, 24, Grey's Anatomy e ER.

## Principais filmes
- 1979 - Apocalypse Now, de Francis Ford Coppola
- 1985 - Trouble in Mind, de Alan Rudolph
- 1988 - Betrayed, de Costa-Gavras
- 1989 - The Fabulous Baker Boys, de Steve Kloves
- 1989 - Music Box,  de Costa-Gavras
- 1992 - Malcolm X, de Spike Lee
- 1995 - Major Payne, de Nick Castle
- 1996 - Courage Under Fire, de Edward Zwick
- 1996 - Get on the Bus, de Spike Lee
- 1998 - Beloved, de Jonathan Demme
- 2001 - Ali, de Michael Mann
- 2007 - National Treasure: Book of Secrets, de Jon Turteltaub